# بس مردیت
بس مردیت (انگلیسی: Bess Meredyth؛ ۱۲ فوریهٔ ۱۸۹۰ – ۱۳ ژوئیهٔ ۱۹۶۹) یک فیلم‌نامه‌نویس و هنرپیشه اهل ایالات متحده آمریکا بود.
وی فیلم‌نامه‌نویس فیلم‌هایی همچون عشق و عشق‌بازی‌های چلینی بوده است.